# Закон тождества
Зако́н то́ждества — принцип постоянства, или принцип сохранности предметного и смыслового значений суждений (высказываний) в некотором заведомо известном или подразумеваемом контексте (в выводе, доказательстве, теории). Является одним из законов классической логики.
В процессе рассуждения каждое понятие, суждение должно употребляться в одном и том же смысле. Предпосылкой этого является возможность различения и отождествления тех объектов, о которых идёт речь. Мысль о предмете должна иметь определённое, устойчивое содержание, сколько бы раз она ни повторялась. Важнейшее свойство мышления — его определённость — выражается данным логическим законом.
Впервые закон тождества сформулирован Аристотелем в трактате «Метафизика» следующим образом: 

«…иметь не одно значение — значит не иметь ни одного значения; если же у слов нет значений, тогда утрачена всякая возможность рассуждать друг с другом, а в действительности — и с самим собой; ибо невозможно ничего мыслить, если не мыслить что-нибудь одно»— Аристотель, «Метафизика»
В формальной логике закон тождества принято выражать формулой: {\displaystyle A} есть {\displaystyle A}, где под {\displaystyle A} понимается любая мысль.
Символическая логика при построении исчислений высказываний оперирует формулами {\displaystyle a\to a} (читается как «{\displaystyle a} влечёт {\displaystyle a}») и {\displaystyle a} ≡ {\displaystyle a} (читается как «{\displaystyle a} тождественно {\displaystyle a}»), где:
- {\displaystyle a} — любое высказывание;
- «{\displaystyle \to }» — знак импликации;
- «≡» — знак тождества, введённый немецким математиком Георгом Фридрихом Бернхардом Риманом в 1857 году .

Эти формулы соответствуют закону тождества.
В логике предикатов закон тождества выражается формулой {\displaystyle \forall x(p(x)\to p(x))}, то есть для всякого {\displaystyle x} верно, что если {\displaystyle x} имеет свойство {\displaystyle p}, то {\displaystyle x} имеет это свойство.

## Применение

### В повседневной жизни
Любой наш знакомый изменяется с каждым годом, но мы всё же отличаем его от других знакомых и незнакомых нам людей (имеется возможность различения), потому что он сохраняет основные черты, которые выступают как те же самые на всём протяжении жизни нашего знакомого (имеется возможность отождествления). То есть, в соответствии с законом Лейбница (определяющим понятие тождество) мы утверждаем, что наш знакомый изменился. Однако в соответствии с законом тождества мы утверждаем, что это один и тот же человек, поскольку в основе определения лежит понятие личность. Закон тождества требует, чтобы для описания одного и того же понятия мы всегда использовали одно и то же выражение (имя). Таким образом, мы одновременно рассматриваем один объект (знакомого) на двух различных уровнях абстракции. Возможность различения и отождествления определяется в соответствии с законом достаточного основания. В данном случае в качестве достаточного основания используется наше чувственное восприятие (см. опознание).

### Вформальной логике
Под тождественностью мысли самой себе в формальной логике понимается тождественность её объёма. Это означает, что вместо логической переменной {\displaystyle A} в формулу «{\displaystyle A} есть {\displaystyle A}» могут быть подставлены мысли различного конкретного содержания, если они имеют один и тот же объём.
Вместо первого {\displaystyle A} в формуле «{\displaystyle A} есть {\displaystyle A}» мы можем подставить понятие «животное; обладающее мягкой мочкой уха», а вместо второго — понятие «животное, обладающее способностью производить орудия труда» (обе эти мысли с точки зрения формальной логики считаются равнозначными, неразличимыми, так как они имеют один и тот же объём, а именно — признаки, отражённые в этих понятиях, относятся лишь к классу людей), и при этом получается истинное суждение «Животное, обладающее мягкой мочкой уха, есть животное, обладающее способностью производить орудия труда».

### Вматематике
В математической логике законом тождества называется тождественно истинная импликация логической переменной с самой собой {\displaystyle X\Rightarrow X}.
В алгебре понятие арифметического равенства чисел рассматривается как особый случай общего понятия логического тождества. Однако имеются математики, которые, в противоположность данной точке зрения, не отождествляют символа «{\displaystyle =}», встречающегося в арифметике, с символом логического тождества; они не считают, что равные числа непременно тождественны, и поэтому рассматривают понятие числового равенства как специфически арифметическое понятие. То есть полагают, что сам факт наличия или отсутствия особого случая логического тождества, должен определяться в рамках логики..

## Нарушения закона тождества
Когда закон тождества нарушается непроизвольно, по незнанию, тогда возникают логические ошибки, которые называются паралогизмами; но когда этот закон нарушается преднамеренно, с целью запутать собеседника и доказать ему какую-нибудь ложную мысль, тогда появляются ошибки, называемые софизмами.
При нарушении закона тождества возможны следующие ошибки:
1. Амфиболия (от греч. ἀμφιβολία — двусмысленность, неясность) — логическая ошибка, в основе которой лежит двусмысленность языковых выражений. Например: «Правильно говорят, что язык до Киева доведет. Я купил вчера копченый язык. Теперь смело могу идти в Киев». Другое название этой ошибки — «подмена тезиса».
2. Эквивокация (от лат. aequivocatio — равноголосие, двусмысленность) — логическая ошибка при рассуждении, в основе которой лежит использование одного и того же слова в разных значениях. Эквивокация иногда используется как риторический художественный приём. В логике этот приём называют «подмена понятия».
3. Логомахия (от греч. λόγος — слово и μάχη — бой, сражение) — спор о словах, когда в процессе дискуссии участники не могут прийти к единой точке зрения в силу того, что не уточнили исходные понятия.